# 草津町 (滋賀県)
草津町（くさつちょう）は、滋賀県栗太郡にあった町。現在の草津市の中心部にあたる。

## 地理
- 河川：草津川、伯母川

## 歴史
- 1889年（明治22年）4月1日 - 町村制の施行により、草津村・矢倉村・大路井村の区域をもって草津村が発足。
- 1895年（明治28年）6月22日 - 草津村が町制施行して草津町となる
- 1954年（昭和29年）10月15日 - 笠縫村・志津村・老上村・山田村・常盤村と合併して草津市が発足。同日草津町廃止。

## 交通

### 鉄道路線
町域を日本国有鉄道の東海道本線が通過したが、駅は所在しなかった。草津駅が隣接する栗東町に所在。

### 道路
- 国道1号